# Собор Уфимских святых
Собор Уфимских святых — праздник, установленный решением патриарха Московского и всея Руси Алексия II и Священного синода Русской православной церкви 19 июня 2008 года, совершается 21 мая (3 июня) — в день памяти преподобного Моисея Уфимского.
В состав Собора Уфимских святых включены 11 подвижников, жизнь и служение которых самым тесным образом связаны с Уфимской епархией (Башкортостанской митрополией):

## Священномученики
- Священномученик Симон (Шлеев), епископ Охтенский
- Священномученик Евграф (Еварестов)
- Преподобномученик Максим (Попов)
- Священномученик Аверкий (Северовостоков)
- Священномученик Алексий (Канцеров)
- Священномученик Петр (Варламов)
- Священномученик Тимофей (Петропавловский)
- Преподобномученица Маргарита (Гунаронуло)
- Мученик Киприан (Яценко)

## Преподобные
- Преподобный Моисей Уфимский
- Преподобная Зосима Эннатская, Уфимская

## Блаженные
- Блаженная Варвара Уфимская